# 美利坚合众国诉进步案
美利坚合众国诉进步公司、欧文·诺尔、小塞缪尔·戴和霍华德·莫兰案（United States of America v. Progressive, Inc., Erwin Knoll, Samuel Day, Jr., and Howard Morland，467 F. Supp. 990 W.D. Wis. 1979）是1979年美國能源部控告《进步》（The Progressive）杂志的一起司法案件。法院当时颁布了一道临时禁制令来制止《进步》发表一篇由反核武积极分子霍华德·莫兰撰写的文章，这篇文章声称要揭露氢弹的“秘密”。虽然文章中的信息都是搜集自公开来源，但美国能源部声称根据1954年原子能法的“限定资料”条款，应该禁止这篇文章发表。
这个案件起初是在美国威斯康星西部联邦地区法院提起诉讼的，但由于法官本人因与该杂志社有私人往来而自行回避，案件因此转交东部地区法院的罗伯特·W·沃伦法官进行审理。考虑到庭审涉及信息的敏感性，法庭分别进行了两次独立的听证会，一次公开进行，另一次不公开。莫兰和《进步》的几位编辑拒绝接受安全审查，因为这将束缚他们的言论自由，所以他们没有出席私下进行的听证会。他们的律师接受了审查，从而得以出席听证会，但他们被禁止将听证会上的任何信息透露给各自的客户。
之后的上诉过程中，政府一方的律师主动放弃了案件，因为相关信息已经在其他刊物上独立发表，案件已经没有实际意义，莫兰的文章也因此得以顺利发表。尽管在结论上有些举棋不定，但法律专业的学生仍然要学习和研究这一案件，法学院的这一课程设计“可能是用来检测有关事先审查违宪性的极限”。

## 背景

### 保密和揭露
第一颗原子弹是二战时期曼哈顿计划的产物。这一计划是秘密进行的，以免被轴心国（特别是纳粹德国）发现而加速他们自己的核武器计划、或是对计划采取秘密行动。曼哈顿计划的军方和科学领袖预计会需要对其战时成果的细节信息予以发布，这一发布最后主要是对努力保密参与者获得的成绩予以表彰。政府在廣島與長崎原子彈爆炸前就已经准备好了新闻稿。1944年4月，官方委托物理学家亨利·德沃尔夫·史迈斯起草《史迈斯报告》，准备作为一个历史项目的纪录文献公开发行。曼哈顿计划负责人莱斯利·理查德·格罗夫斯少将的科学顾问理查德·C·托尔曼与史迈斯同意，只有那些对理解这一计划至关重要，或是已经属于常识亦或可经常识推导，或是对原子弹的制作没有任何意义的信息，才能够予以公布。这一报告的第一份副本于1945年8月12日开始进行发售。
1945年10月8日发行的《新共和》以斜体字来表明并强调自己的立场：“没有什么秘密需要保留，制作原子弹的方法和知识已经在过去5年里成为全世界科学家的共同财产。”美国总统哈里·S·杜鲁门同月在联邦国会发表的第一场演讲上也有类似的表述，宣称“这一发现基于的必要理论知识已是广为人知”。1945年11月，格罗夫斯指示托尔德制订解密曼哈顿计划文件的政策。托尔曼组建了一个委员会，列出了曼哈顿计划的活动列表，并将所有活动都列为机密。有4名审核员对文件进行评估，到了年底，一共已经解密了约500份文件。

### 原子能法

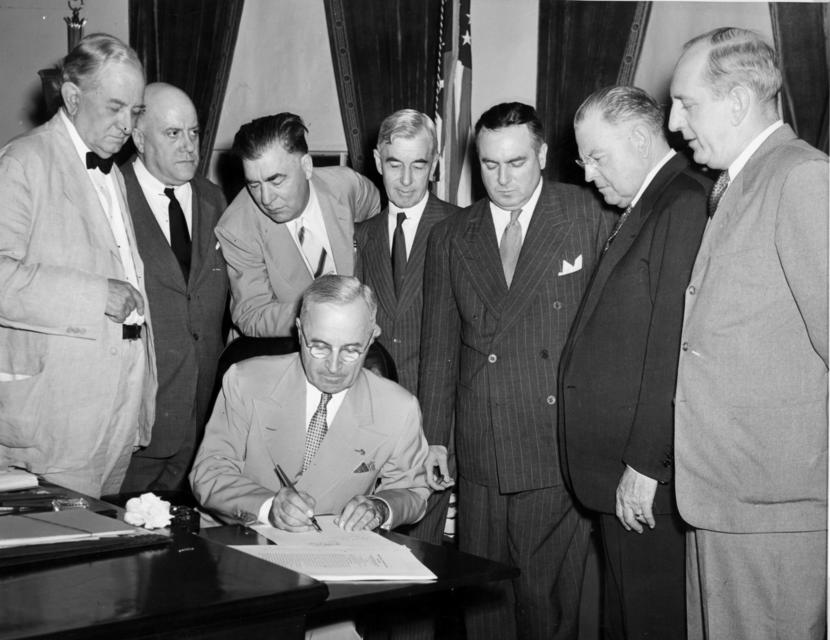
美国总统哈里·S·杜鲁门签置1946年原子能法，该法成立了美国原子能委员会

如果已经没有秘密，也就没有理由继续进行安全审查；但从战时开始对科学家们的控制并未随日本投降而结束。1945年9月1日，塞缪尔·金·阿利森利用核能研究所宣布成立的机会，公开呼吁对核能的研究和开发予以解禁；他对记者表示，如果这些控制不加解除，核科学家可能沦落到（只能）研究蝴蝶翅膀颜色（的地步）。恩里科·费米也警告说：“除非研究可以获得自由且不受控制，否则美国将失去其在科学探索上的领先优势。”
根据美国战争部（United States Department of War）的构想，曼哈顿计划将由一个法定权限取代。这一法案由战争部的肯尼斯·克莱伯恩·罗亚尔（Kenneth Claiborne Royall）和威廉··马伯里（William L. Marbury）两位律师起草。草案受到了强烈反对，特别是来自密歇根州、很有影响力的共和党联邦参议员阿瑟·H·范登伯格（Arthur H. Vandenberg）。1945年12月20日，参议员布赖恩·麦克马洪（Brien McMahon）推荐了一套原子能法的替代法案，该法案很快以「麦克马洪法案」之名而广为人知。该法案起初在科学研究方面的控制非常宽松，受到了科学家的广泛支持。麦克马洪把争议以军方对民间原子能运用进行控制的问题框架出来，而另外一个名为「梅-约翰逊」（May-Johnson）的法案中还是规定了民用原子能方面的管制措施。麦克马洪法案第10款把任何有关原子能的发明专利分配给了原子弹委员会。
1946年2月16日，突然传出了前苏联驻加拿大大使馆密码员伊格尔·古琴科叛逃的消息，随后有22人被逮捕，国会这时正在对法案进行辩论。这导致对法案进行辩论的国会议员担心“核机密”会系统性地被苏联核間諜窃取。麦克马洪于是召开一次会议，并召请联邦调查局局长約翰·埃德加·胡佛、国务卿詹姆斯·弗朗西斯·伯恩斯和莱斯利·理查德·格罗夫斯出席。格罗夫斯透露，英国物理学家艾伦·纳恩·梅（Alan Nunn May）之前已经将曼哈顿计划的一些信息透露给苏联间谍。国会中较为保守的势力于是开始将法案中的限制修改得更加严格。第10款原本的标题是“信息传播”（Dissemination of Information），结果也变成了“信息控制”（Control of Information）。在众议院提出麦克马洪法案的加利福尼亚州联邦众议员海伦·加哈根·道格拉斯（Helen Gahagan Douglas）对原本的这一款进行积极的辩护。她驳斥了有关条款会“把原子弹的秘密拱手送人”的反对意见，断言美国在核武器上的优势只能是暂时的，这一法案将有望延续美国在科研方面的领先地位。总统杜鲁门最终签置了双方达成妥协的《1946年原子能法》（Atomic Energy Act of 1946），该法案成立的原子能委员会拥有对国内原子能发展的控制权。

### 氢弹
曼哈顿计划是一项旨在制造出核武器的应急计划，其进行过程中许多很有希望的构思都遭到驳回。1945年末，诺里斯·布拉德伯里（Norris Bradbury）取代罗伯特·奥本海默成为洛斯阿拉莫斯国家实验室的新任主管，他为了能够吸引科学家留在或返回实验室而重新启用了这些项目。其中一个项目名为“超级”（Super），是一个使用核聚变的核武器项目，之前由愛德華·泰勒的-1组科学家在恩里科·费米的指导上进行研究，项目面临的一个技术问题就是寻找发起和延续聚变反应的方法，其所需温度只有用裂变核弹才能达到。项目涉及的流體動力學计算量令人望而生畏，1945年12月至1946年1月，实验室使用了電子數值積分計算機来对“超级”进行计算机模拟。
波兰数学家斯塔尼斯拉夫·乌拉姆和夫人弗朗索瓦丝·乌兰（Francoise Ulam）进行了这次计算，并与科尼利厄斯·埃弗雷特（Cornelius Everett）一起进行超级的设计直至1949年。军方没有对这一武器运用进行任何催促，因为原子能委员会认为这个项目机密程度太高，无论是对自身的军事联络委员会还是对军用特种武器计划（Armed Forces Special Weapons Project）都没有知会。1949年9月，苏联引爆了一枚核装置。作为原子能委员会常规咨询委员会主席，奥本海默决定美国应该把“超级”开发出来作为回应。超级的设计需要使用大量的氚，只能在一个反应堆中制造，因此需要停止为较小武器使用的钚的生产，常规咨询委员会由此表示反对。不过杜鲁门还是在1950年1月31日批准了超级。由于这一决定需要保密，所以1950年代的出版物一度错误地声称奥本海默以政治上的理由阻碍超级的开发，并且这一误解之后也成为1954年奥本海默安全听证会（Oppenheimer security hearing）召开的一个因素。
1950年2月，乌拉姆仍然认为这个设计只有一半的成功机会。3月底，他在报告中表示这根本不可能成功。包括汉斯·贝特和乔治·伽莫夫在内的科学家认为泰勒是在一个自己明知有缺陷的模式基础上向国家承诺了这个昂贵的应急计划。但到了1951年2月，乌拉姆有了新的思路，让原子弹“第一期”的冲击波通过他所称的“流体动力学引力效应”来压缩产生“第二期”的氚聚变。得知这一方案后，泰勒立即想到可以利用X射线来产生第一期爆炸形成流体动力引力透镜。正是这样的构想让热核武器成为可能，之后被称为泰勒-乌拉姆设计方案。虽然这并非杜鲁门所批准的设计，但的确有效， 能够产生数百万吨级的爆炸当量。霍华德·莫兰对此写道：“技术史上很少有这样一个看似令人头疼的问题最后拥有了如此绝妙的解决方案。”
1950年，原子能委员会请求《科学美国人》不要出版汉斯·贝特（Hans Bethe）的一篇文章，声称其中透露了氢弹的机密信息。《科学美国人》勉强同意停止刊发并对文章作出改动，还召回并烧毁了已经印好的3000份刊物。1951年，克劳斯·福克斯（Klaus Fuchs）、哈利·戈德（Harry Gold）、大卫·格林格拉斯（David Greenglass）、莫顿·索贝尔（Morton Sobell）和羅森堡夫婦被捕，据联邦调查局局长胡佛所说，这些人“窃取了核聚变的根本机密”，案件引起了极大关注，当时的总统德怀特·艾森豪威尔拒绝对罗森堡夫妇加以宽大处理，理由是他们的行为“可能导致成千上万的无辜公民丧生”，两人之后遭到处决。1953年8月，苏联引爆了，报纸上宣布苏联已经进行了氢弹测试。但实际上那只是个增强了的裂变装置，但保密的面纱开始覆盖到整个热核武器项目上，以期防止科学家把相关知识传递给公众。

### 事先审查
美国的法院，特别是联邦最高法院普遍把事先审查视为第一修正案下“最严重并且最不能容忍”的限制。《布莱克斯通评注》对美国新闻自由的定义中就包含有“不对出版物加以‘事先’限制”的部分。不过，联邦最高法院倒还从来没有在一个案件中裁定事先审查违宪。实际上恰恰相反，在1931年的尼尔诉明尼苏达州案（Near v. Minnesota）中，首席大法官查尔斯·埃文斯·休斯指出在战争时期，政府可以为了避免对招募军人入伍服役构成实际阻碍，或是泄露运输和航期信息，或是泄露军队驻扎地点和人数而对出版物加以限制。他还进一步建议淫秽或煸动叛乱也可以成为进行类似事先限制的理由。法院随后开始维持并规定一些言论自由的例外，如考克斯诉新罕布什尔州案（Cox v. New Hampshire）中对游行示威加以限制，时代电影公司诉芝加哥市案（Times Film Corp. v. City of Chicago）中对电影加以审查等。
在1971年的纽约时报诉合众国案，又称五角大楼文件案）中，美国联邦政府试图阻止《纽约时报》发表一些机密信息。联邦最高法院最终以6比3裁决政府败诉，因为他们提出的理由和依据不足以达到尼尔森所确立的可以进行事先审查的标准，不过多数意见的几位大法官对事先审查界线的具体划分却有不同的意见。大法官波特·斯图尔特在判决书中写道，这些“五角大楼文件”的出版可能会损害国家利益，但不会“对我们的国家和人民造成直接、立即或无法弥补的伤害”。由于未能划分出一条清晰的界线，因此法院在今后的事先审查案件上无可避免地必须逐案进行审理。在1976年的内布拉斯加新闻协会诉斯图尔特案（Nebraska Press Association v. Stuart）中，法院需要裁决为了保护被告获得公正审判的权利，是否可以对一个内布拉斯加州小镇上发生的一起耸人听闻集体谋杀案的新闻报道进行事先审查。最终最高法院以全体一致通过作出了否定的裁决。大部分大法官都将尼尔案视为事先审查的唯一有效先例，拒绝再对其理由和标准作进一步放宽。

## 诉讼

### 莫兰的研究

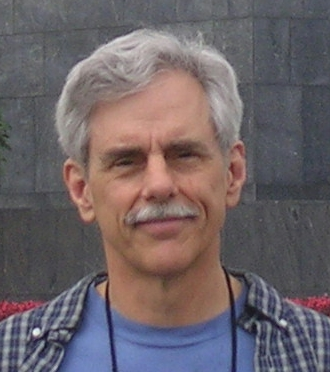
2008年的霍华德·莫兰

《进步》是一本主要讨论政治、文化和舆论的月刊，其政治立场偏左，每月发行量约为4万份，执行主编小山姆·戴曾是《原子科学家公报》（Bulletin of the Atomic Scientists）的编辑。1978年，戴和与杂志社编辑欧文·诺尔委聘自由撰稿人霍华德·莫兰针对美国核武器制作的保密性写一篇文章。这个时候原子能委员会的职能已经由美國能源部取代。1978年10月，加利福尼亚州联邦众议员罗纳德·V.德勒姆斯（Ron V. Dellums）询问了能源部一系列有关钚生产的问题。能源部将他的问题列入机密。1978年9月至10月，众议院军事委员会针对全面禁止核试验条约举行听证会。对于核武器以及相关的环境问题，公众普遍一无所知。戴和莫兰希望通过对去除核武器的神秘感来推动更多公共辩论，为将来的核裁军创造可能。莫兰声称：“我正是第一修正案旨在保护的那一类人：其政治主张不受公众欢迎，还会对政府构成威胁。”
在超过6个月的时间里，莫兰系统性地把一个氢弹设计的方案拼凑出来。获得能源部的许可后，他参观了多处核武器设施，并通常会表明自己的身份和目的而对政府雇员进行采访。在这一过程中，他从未获得过任何安全级别，也没有机会接触到任何的机密文件，不过还是有可能会有一些机密信息或构思被有意或无意地泄露给他。他也没有什么科学背景，在艾默理大學修习经济学文学士学位过程中选修了5门物理和化学相关的课程。莫兰确定了泰勒-乌拉姆设计方案的分段特点，第一和第二阶段是围绕可裂变物质的压缩，以及来自软X射线产生的辐射压力。莫顿指出：“射线可以产生数千吨炸药威力这一概念已经超出当时科幻小说作家的想象。”
1978年末到1979年初，戴把莫兰文章的副本送交包括麻省理工学院研究生罗恩·西格尔（Ron Siegel）在内的人进行评审。西格尔于1979年2月把稿件交给了该校的政治学教授乔治·拉斯金斯（George Rathjens）。后者多年来一直鼓励自己的研究生制作出一个可行的氢弹设计方案，但从未有人成功过。拉斯金斯给《进步》打了电话，呼吁对方不要刊发这篇文章。当杂志社编辑拒绝了这一要求后，他把副本发给了能源部。莫兰对此写道：“显然，对于拉斯金斯的考核我肯定是及格了。”

### 法律依据
1979年3月，编辑们把文章的最终稿发到能源部作评价。能源部的官员先是打电话，之后又亲自上门，力图劝阻《进步》发表这篇包括有原子能法所定义“机密资料”的文章。《进步》的编辑不为所动，告诉对方他们仍然打算发表莫兰的文章。能源部于是在1979年3月8日向位于麦迪逊的威斯康辛西部联邦地区法院提起压制这篇文章的动议。当时该法院只有詹姆斯·爱德华·多伊尔（James Edward Doyle）一名法官，但由于他和杂志社有交情而决定回避。案件于是转交威斯康辛东部联邦地区法院的罗伯特··沃伦法官，并在密尔沃基进行审理。

1979年11月印发的《进步》杂志封面，美国能源部试图对之加以审查

《进步》的律师自愿接受了安全审查并获得级安全权限，从而得以访问受到限制的核信息。莫兰和《进步》的编辑拒绝接受审查和安全权限，因为一旦接受，他们将不得不签置保密协议，进而导致文章不能发表。而他们的拒绝则导致其律师与各自当事人之间的交流也受到限制。
为了获得临时禁制令，政府一方的律师强调《进步》将会违反法律，导致无法弥补的损害。文章中的数据属于限定资料，所以是否是作者原创作品这点根本无关紧要。他们指出，之前已有法院在事关国家安全的问题上采取事先限制的先例，强调“五角大楼文件”案的裁决在此并不适用，因为原子能法中已经明确允许了禁令救济。此外，五角大楼文件只是历史文档，而氢弹则是当前的军事武器。最后，他们还指出在不扩散核武器条约的规定下，政府有不得帮助无核国家获取核武器的义务。3月9日，法官沃伦在发出临时禁制令时说，他需要在“把氢弹交给伊迪·阿敏以前作长时间的艰难考量。”
美國能源部長詹姆斯·R·施莱辛格（James R. Schlesinger）博士给各大报社打了电话，警告他们不得支持《进步》。这其实可能毫无必要，因为媒体当时在本案上更多是站在政府一方。《纽约时报》法律特派记者弗雷德·格拉汉姆（Fred Graham）预料政府会赢得这场官司。1979年3月11日《华盛顿邮报》发表的社论称《进步》案“作为媒体对抗政府的第一修正案竞赛案件，是约翰·N·米切尔（John N. Mitchell）梦寐以求的案件——是尼克松政府一直都没能获得的：第一修正案真正的输家。”该报还称《进步》“忘记了出版的本份”。在“五角大楼文件”案中，美国宪法专家，亚历山大·比克尔（Alexander Bickel）教授被假设性地问起，把界限定在什么地方，可以让事先限制一直都是合理的，他当时告诉法庭，他会把这条线划在氢弹上。而泄露五角大楼的丹尼尔·艾尔斯伯格也曾向莫兰表示，他认为核武器的设计应该保密。由于热核武器可怕的本质，并且预期《进步》很可能会输掉这场官司，主流媒体组织因此担心案件的结果将对新闻自由形成侵蚀。
然而，法院在案件审理中的角色只是裁决出版是否合法，而非是否明智。临时禁制令的惯例是其生效时间应当尽可能短，所以为了保持这一惯例，沃伦下令在一星期后的3月16日针对是否发布初步禁制令（preliminary injunction）进行听证。之后在控辩双方的请求下，听证推迟到了3月26日，以便他们可以有时间来递交自己的简要说明和宣誓证词。双方于是在3月26日回到法院，参加针对政府一方请求初步禁制令而召开的听证会。考虑到一方列出的证据由于保密因素而不能由另一方进行交叉质询，沃伦决定不进行证据听证。他还拒绝了美國科學家聯盟作为“法院之友”提出的组建专家小组对案件议题进行审查的建议。案件的审理因此主要依靠书面宣誓证词和概述以及对方律师的口头辩论。
《进步》的律师团主张，政府并没有提出足够的证据来对抗第一修正案有关事先审查的禁令。文章中的信息都是基于公有领域，因此既不会对国家安全构成威胁，也不属于原子能法的涵盖范围，所以无论如何也不应予以事先审查，否则就是违宪的。在这个问题上，律师援引美国诉海恩案（United States v. Heine，920  552）中法官勒恩德·汉德作出的判决，公有领域的信息不属《1917年间谍法》（Espionage Act of 1917）的涵盖范畴。与之相反，政府一方的律师坚称文章中有不属于公有领域的敏感信息，如果公布将会对防止核武器扩散构成不利影响。
在试图应用尼尔案和五角大楼文件案标准的过程中，法院担心文章出版将造成核武器扩散，并且会有全球性核浩劫的风险。政府并没有声称文章出版可能会构成直接或必然的危险，而只是“会大幅增加那些现在还没有热核武器的人拥有或是更早日拥有（这类武器）的风险。如果发生这种情况，我们的防扩散政策将受到破坏，美国的国家安全也将遭受无法弥补的损害，全世界的和平和安全都会受到威胁。”然而，法院仍然认为“一次不利于美国的错误判决可能会对我们所有人遭热核毁灭铺平道路。那时我们的生命都已消逝，出版权自然也失去了意义”，所以这次出版就的确可能对美国造成“严重、直接、即时且不可挽回的损害”，因此也就符合联邦最高法院在“五角大楼文件”案中所设立的标准。法院最终颁布了初步禁制令。
《进步》的律师提交了一份动议要求废止初步禁制令，理由是莫兰文章中的信息已经属于公有领域。这一主张的基础是勞倫斯利福摩爾國家實驗室的两份报告，分别是《1956年6月期间的武器开发》和《1958年6月期间的武器开发》，其中包含有热核武器设计的详细信息。文件中还详细介绍了1956年雷德温行动（Operation Redwing）中测试过的一个名为“巴松”（Bassoon，音译）的三期热核装置。这些文件是由德米崔·罗涛（Dmitri Rotow）在新墨西哥州洛斯阿拉莫斯图书馆的一个货架上找到的，他是美國公民自由聯盟的一名研究员。政府表示，这两份报告是无意中被解密的。因此，沃伦法官于6月15日在判决书（486 F. Supp. 5 (W.D. Wis. 1979)）中拒绝了《进步》的动议，因为这只是政府的一次失误，并不代表文件就已经属于公有领域。败诉方立即向位于芝加哥的第七巡回上诉法院提出上诉（610 F. 2d 819 (7th Cir. 1979)），声称这两份文件已经在货架上搁置了相当长的一段时间，政府一方这次将论点改为“技术资料”并不受第一修正案保护。因为杂志社的律师主动放弃，所以上诉法院拒绝了快速审理的动议，对此莫兰和《进步》的编辑事先并不知情，一直到法院才得知。初步禁制令因此在未来6个月的时间里仍然有效。

### 案件撤销
1979年4月25日，一组在阿贡国家实验室工作的科学家给美国参议院能源、核扩散和联邦服务小组委员会主席，俄亥俄州联邦参议员约翰·格伦写了一封信。他们对信息的泄露感到担忧，特别是政府已经默认莫兰的氢弹设计基本上是正确的，而这样的设计单纯依靠非保密信息是无法推导出来的。美国国防部长哈罗德·布朗和政府专家证人杰克·罗森格伦（Jack Rosengren）的宣誓证词中都有这样的表述。信件的副本也被送到各大报社，并附有文字说明信息内容属于背景信息，而不是出版物。约4个星期后，格伦将信件转交能源部，后来将之归入机密信息。
休·德威特（Hugh DeWitt）是勞倫斯利福摩爾國家實驗室的一名物理学家，由于并未得知信件属于机密信息，他把一份副本转交给了查克·汉森（Chuck Hansen），后者是加利福尼亚州山景城的一位计算机程序员，平常有收集核武器信息的爱好。他曾发起一项氢弹的设计比赛，胜出者将成为第一位设计被能源部列入机密的人。可现在他开始意识到，自己的爱好可能是非法的。汉森给伊利诺伊州的共和党联邦参议员查尔斯·H·珀西（Charles H. Percy）写了一封信，详细说明自己从公开来源上获得或推导出了多少信息。他还附上了自己的设计，与莫兰的相比还有所不及，而汉森也从未看到过莫兰的设计。汉森还进一步指控包括爱德华·泰勒、泰德·泰勒（Ted Taylor）和乔治·拉斯金斯在内的政府科学家泄露有关热核武器的敏感信息，不过没有人针对他的指控采取行动。事实上汉森的说法有误：爱德华的确曾受到过斥责，泰德也不是他所称信息的来源。汉森还把自己的信件复制了多份并发给多家报社。
6月11日，《加利福尼亚日报》（The Daily Californian）刊载了汉森信件的摘录，能源部取得了法院命令防止进一步发布。对此毫不畏惧的报社于6月13日全文刊登了这封信。能源部于是又取得了临时禁制令禁止《加利福尼亚日报》出版，可到了9月16日，《麦迪逊记者连线》（Madison Press Connection）也发表了这封信。政府于是撤回了针对《进步》和《加利福尼亚日报》的起诉，因为相关信息已经到处都是，案件已没有实际意义。

## 影响
莫兰的文章最终发表在1979年11月号的《进步》上。一个月后，他又在《进步》上发布了一份根据案件审理期间所收集的来自UCRL-4725、查克·汉森的信件和其他来源的信息所制订的斟误表。在莫兰看来，这篇文章在1970年代末和1980年代初促成了一波反核主义行动，并且也对丹佛附近洛基弗拉茨厂（Rocky Flats Plant）的关闭等事件有积极影响。查克·汉森于1988年出版了一本题为《美国核武器：秘密历史》（U.S. Nuclear Weapons: The Secret History）的书，该书之后扩展为自行出版的5卷作品，题为《哈米吉多顿之剑》（Swords of Armageddon）。但是，许多主流媒体仍然不愿出版相关内容来测试法律的边界。1980年9月30日，联邦司法部发表声明，表示不会再以涉嫌违反原子能法起诉《进步》或《加利福尼亚日报》。
克伦领导的小组委员会与众议院政府信息和个人权利委员会针对案件召开了听证会。小组委员会调查了裁决对于核武器扩散的影响。他们还检验了“限定资料”这一说法，但没有决定对原子能法进行修订来去除这类规定。事实证明，对核武器扩散的担忧是毫无根据的。虽然在未来的25年时间里，像巴基斯坦和朝鲜在内的一些国家最终研制出了核武器，而伊拉克、利比亚等国家有加以尝试，但都失败了，没有其它任何国家成功研制出热核武器。
从法律的角度来看，这一案件由于其裁决上的举棋不定而“不存在获胜的一方”。不过这仍然是一个有较高知名度的案例。2004年，本杰明·卡多佐法学院在案件裁决25周年之际举行了一次学术会议来进行纪念，当年案件的多位参与者都出席了会议，并有论文对案件进行介绍。法律专业的学生仍然要学习和研究这一案件，法学院的这一课程设计“可能是用来检测有关事先审查（prior restraint）违宪性的极限”。

### 引用
1. 1 2  Linder 2012.
2. ↑  Jones 1985，第253–255頁.
3. ↑  Jones 1985，第553-557頁.
4. ↑  Jones 1985，第558-559頁.
5. ↑  Jones 1985，第561頁.
6. 1 2  Kaiser 2005，第192頁.
7. ↑  Hewlett & Anderson 1962，第647頁.
8. ↑  Hewlett & Anderson 1962，第422頁.
9. ↑  Jones 1985，第574-575頁.
10. ↑  Hewlett & Anderson 1962，第429頁.
11. ↑  Jones 1985，第576-578頁.
12. ↑  Hewlett & Anderson 1962，第495頁.
13. ↑  Hewlett & Anderson 1962，第501頁.
14. ↑  Hewlett & Anderson 1962，第512頁.
15. ↑  Hewlett & Anderson 1962，第510頁.
16. 1 2  Hewlett & Anderson 1962，第524頁.
17. ↑  Jones 1985，第576–578頁.
18. ↑  Fitzpatrick 1999，第83-88頁.
19. ↑  Fitzpatrick 1999，第113–118頁.
20. ↑  Fitzpatrick 1999，第120–121頁.
21. ↑  Fitzpatrick 1999，第290-291頁.
22. ↑  Fitzpatrick 1999，第259–260頁.
23. ↑  Hewlett & Duncan 1969，第369頁.
24. ↑  Hewlett & Duncan 1969，第372-373頁.
25. ↑  Hewlett & Duncan 1969，第382-383頁.
26. ↑  Hewlett & Duncan 1969，第406-409頁.
27. ↑  Fitzpatrick 1999，第14頁.
28. ↑  Hewlett & Duncan 1969，第439頁.
29. ↑  Hewlett & Duncan 1969，第440頁.
30. ↑  Rhodes 1995，第460-461頁.
31. ↑  Rhodes 1995，第461-463頁.
32. ↑  Hewlett & Duncan 1969，第438-441頁.
33. ↑  Fitzpatrick 1999，第25頁.
34. ↑  Morland 2004a，第1405-1406頁.
35. 1 2  Morland 2004a，第1405頁.
36. ↑  DeVolpi et al. 1981，第135–136頁.
37. ↑  Kaiser 2005，第198-202頁.
38. ↑  Hewlett & Holl 1989，第40頁.
39. ↑  Rhodes 1995，第533頁.
40. ↑  Hewlett & Holl 1989，第59頁.
41. ↑  Entin 1980，第538頁.
42. 1 2 3  Entin 1980，第539頁.
43. ↑  283 U.S. 697 (1931)
44. ↑  312 U.S. 569 (1941)
45. ↑  365 U.S. 43 (1961)
46. ↑  403 U.S. 713 (1971)
47. ↑  Entin 1980，第546頁.
48. ↑  427 U.S. 539 (1976)
49. ↑  Entin 1980，第547–549頁.
50. 1 2  DeVolpi et al. 1981，第3頁.
51. ↑  Morland 1979，第3-4頁.
52. ↑  DeVolpi et al. 1981，第44-48頁.
53. 1 2  Morland 2004b，第1366頁.
54. 1 2  Entin 1980，第542頁.
55. ↑  Morland 2004b，第1366-1377頁.
56. ↑  DeVolpi et al. 1981，第4–6頁.
57. ↑  Morland 2004b，第1370頁.
58. 1 2  DeVolpi et al. 1981，第5-6頁.
59. ↑  Morland 2004b，第1373頁.
60. 1 2  Tuerkheimer 2004，第1362頁.
61. 1 2  Powe 1990，第55頁.
62. ↑  Williamson 2004，第1360頁.
63. ↑  DeVolpi et al. 1981，第59-61頁.
64. ↑  DeVolpi et al. 1981，第61頁.
65. ↑  Knoll 1994，第711–712頁.
66. ↑  Schlesinger 2004，第1346頁.
67. ↑  . The Washington Post. 1979-03-11: C6  [2013-09-02]. （原始内容存档于2013-09-25）.
68. ↑  Powe 1990，第57頁.
69. 1 2 3  DeVolpi et al. 1981，第216頁.
70. ↑  Entin 1980，第569頁.
71. 1 2  . University of Missouri-Kansas City Law School.   [2013-09-02]. （原始内容存档于2013-05-23）.
72. ↑  Entin 1980，第543頁.
73. ↑  DeVolpi et al. 1981，第63頁.
74. ↑  Entin 1980，第551頁.
75. ↑  De Geer 1991，第354頁.
76. ↑  Morland 2004a，第1375頁.
77. ↑  DeVolpi et al. 1981，第74-78頁.
78. 1 2  Entin 1980，第540-541頁.
79. ↑  DeVolpi et al. 1981，第7-8, 256-257頁.
80. ↑  DeVolpi et al. 1981，第172-173, 180-181頁.
81. 1 2 3  DeVolpi et al. 1981，第7, 181-182頁.
82. 1 2  DeVolpi et al. 1981，第8, 171-172, 182-183頁.
83. ↑  Morland 2004a，第1375-1376頁.
84. ↑  Morland, Howard. . Federation of American Scientists. 1999  [2013-09-02]. （原始内容存档于2013-08-31）.
85. ↑  DeVolpi et al. 1981，第9頁.
86. ↑  DeVolpi et al. 1981，第214-215頁.
87. ↑  Easterbrook, Gregg. . New York Times. 2004-01-04  [2013-09-02]. （原始内容存档于2013-06-17）.
88. ↑  Rudenstine 2004，第1337頁.

## 延伸閱讀
- Telford, Thomas L.; Herbeck, Dale A. . . Boston: Boston College.   [2013-09-01]. （原始内容存档于2013-01-15）.
- . The Progressive. 1979年11月  [2012-03-04]. （原始内容存档于2012-05-03）.
- . Nuclear Age Peace Foundation.   [2013-09-01]. （原始内容存档于2013-05-10）.
- . University of Missouri-Kansas City Law School.   [2013-09-01]. （原始内容存档于2013-05-23）.
- Morland, Howard. . Federation of American Scientists.   [2013-09-01]. （原始内容存档于2012-08-12）.